# انفجار أشعة غاما 080319B

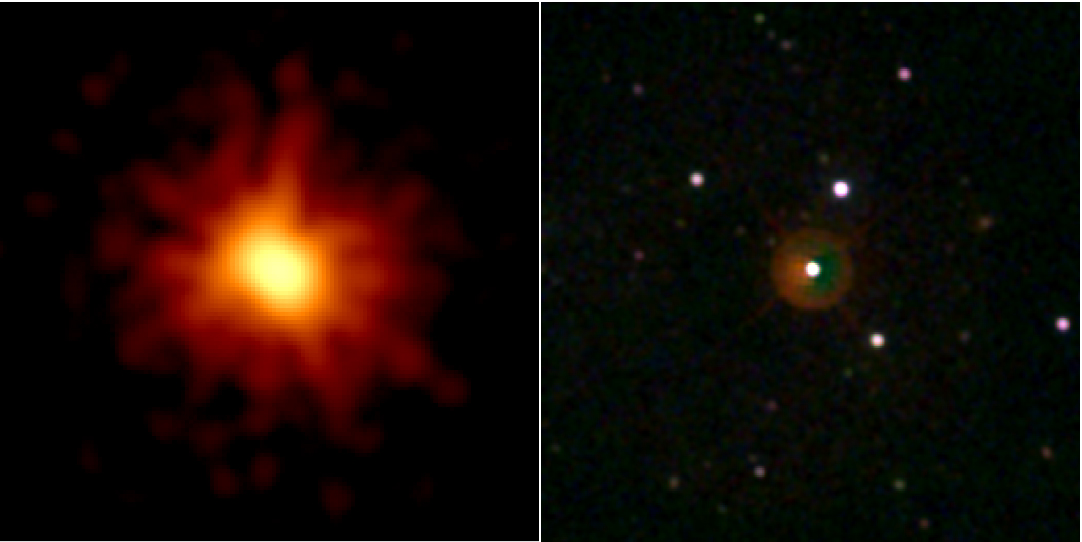
سجل مسبار سويفت أشعة غاما الصادرة من GRB 080319B (اليسار) ثم تلى قياس الضوء والأشعة فوق البنفسجية لوهجه (اليمين) وكان ذلك هو أشد سطوع يسجل لنجم يصدر أشعة غاما.

انفجار أشعة غاما 080319بي في الفلك (بالإنجليزية: GRB 080319B) هو انفجار مصحوب بإصدار أشعة غاما الشديدة النفاذية أصدرها انفجار أحد الأجرام السماوية يسمى انفجار أشعة غاما، قام برصده مرصد سويفت الفضائي لانفجارات أشعة غاما. وكان ذلك بتاريخ 19 مارس 2008 في تمام الساعة 06:12 توقيت عالمي منسق، وقد سجل هذا الانفجار آنذاك الرقم القياسي بالنسبة لبعد الجرم السماوي الذي حدث فيه هذا الانفجار، كما تمكن البعض من رؤيته بالعين المجردة.
وقد وصل القدر الظاهري للسطوع 8و5 وبقي واضحا للعين البشرية لمدة نحو 30 ثانية.
ثم انخفض القدر الظاهري حتى وصل إلى القدر 0و9 بعد 60 ثانية.
وكان هذا هو ثاني انفجار يصاحبه إصدار أشعة غاما يُشاهد في ذلك اليوم من بين خمسة انفجارات حدثت خلال 24 ساعة، وحدث أيضا انفجار GRB 080320 في ذلك اليوم.
- تعود التسمية إلى نوع النشاط الفلكي وهو انفجار أشعة غاما (gamma-ray burst (GRB وملحقا به تاريخ حدوثه واكتشافه وهو 19/03/08.

وبتعيين بُعد الانفجار تبين انه يبعد عن الأرض نحو 5و7 مليار سنة ضوئية أي ما يعادل انزياح أحمر قدره z=0.937. وشوهد الانفجار في كوكبة الدب ويبعد نحو 5 دقيقة قوسية من غاما بوتيس γ Bootis (أو سيجنيوس) في الموقع (J2000.0) الساعة =14h31m41s، وميل قدره =N36°18′09″.
ووصل توهجه المتعقب الضوئي بعد الإصدار القصير المدة لأشعة غاما قدر ظاهري 5,76 
و قدره المطلق -36

وكان توهجه الضوئي بذلك أشد سطوعا من أي مستعر أعظم أو انفجار أشعة غاما شوهد حتي ذلك الحين مشاهدة بالعين المجردة.
ويرجع سبب إمكانية رؤية هذا الحدث الذي يُطلق فيه الجرم السماوي كمية هائلة من الطاقة من دون تدمير ما يجاوره من أجرام هو أن اصداره لأشعة غاما يحدث في مخروطين ضيقين في هيئة نفاثتين تخرجان من محور دوران الجرم وتمتدان في الفضاء لابعاد تقاس بالسنة الضوئية. وقد لوحظ أنه خلال هذين المخروطين الضيقين للانفجار GRB 080319B يوجد في كل مخروط منهما مخروط آخر أشد ضيقا وتتركز فيه الطاقة المنطلقة. وتبين أن اتساع الشعاع الصادر من GRB 080319B يبلغ 4و0 درجة قوسية فقط، أي ما يعادل قطر قرص الشمس بالنسبة إلى عرض السماء.

## نظرة عامة

صورة فنية مستوحاة للانفجار GRB 080319B مبنية على الحقائق العلمية.

وتم تعيين الانزياح الأحمر للانفجار ومقداره 937و0 ،
مما يعني أن الانفجار حدث على بعد 5و7 مليار سنة ضوئية من الأرض واستغرق الضوء كل هذا الزمن حتى وصل إلى الأرض. وهذا الزمن هو بالتقريب نصف عمر الكون منذ حدوث الانفجار العظيم قبل 7و13 مليار سنة.
<.ref name="nasa1"/>
كما سجل الوهج المتعقب الضوئي الذي حدث بعد الومضة من أشعة غاما الرقم القياسي بالنسبة إلى شدة سطوع أي جرم سماوي شوهد بالعين ، حيث بلغ شدة سطوعة ملايين المرات بالمقارنة بأسطع مستعر أعظم شوهد حتى الآن، وهو 
مستعر أعظم SN 2005ap.
وتوجد بعض الشواهد على أن سبب ظهور التوهج المتعقب الضوئي الذي خلف إشعاع غاما بتلك الشدة العظيمة أن نفاثة أشعة غاما كانت في اتجاه مباشر للأرض. وقد مكّن ذلك من القيام بدراسة تفصيلية لتكوين النفاثة وتبين أنهما في الحقيقة مخروطين أحدهما داخل الآخر. فإذا كان هذا هو الهيكل العام لمخروطات انبعاث أشعة غاما من انفجار أشعة غاما فستكون مشاهدة معظم ما يُرى من الأرض من انفجارات أشعة غاما في نطاق المخروط الأوسع وهو أقل شدة، وهذا يعني أن الأجرام البعيدة التي تنفجر مُصدرة أشعة غاما ستكون صعبة الرؤية مما يحتاج لتلسكوبات أكبر عن تلك التي في حوزتنا اليوم. هذا يعني أن ظاهرة انفجار أشعة غاما هي ظاهرة عادية في الكون تحدث بمعدل أكثر مما نعتقد حتى الآن.
ونجح مرصد سويفت الفضائي في تسجيل رقم قياسي لعدد الانفجارات التي قام بتسجيلها في يوم واحد وهم خمسة انفجارات، وكان الرقم السابق له أربعة انفجارات. وقد سمي انفجار GRB 080319B مع إضافة الحرف B مميزا له، حيث كان هو ثاني انفجار يحدث في ذلك اليوم. وفي الواقع فقد تم في ذلك اليوم اكتشاف 5 انفجارات خلال 24 ساعة، من ضمنها انفجار GRB 080320.
وحتى تاريخ حدوث انفجار GRB 080319B المصدر لأشعة غاما كانت مجرة المثلث وهي تبعد نحو 9و2 مليون سنة ضوئية عن الأرض أبعد الاجرام السماوية الممكن رؤيتها بالعين المجردة. وهي لا تزال المجرة التي يمكن رؤيتها دائما بالعين المجردة بدون منظار مساعد.
وقد اقترح في تسمية ذلك الحدث الغريب «حدث كلارك»,
حيث ان تسجيل الحدث تم بعد وفاة مؤلف الروايات العلمية الخيالية آرثر كلارك بعدة ساعات فقط.

## وهيج متعقب
تغير الوهيج المتعقب مع الزمن:
يبين الرسم البياني أسفله شدة لمعان الانفجار GRB 080319B في نطاق طول موجة الضوء المرئي ونطاق الموجات الكهرومغناطيسية ذات طاقة أعلى من طاقة الضوء المرئي.
وكان أول تصوير قد بدأ نحو ثانيتين قبل أن يلاحظ مرصد سويفت الفضائي الانفجار واستغرق نحو 10 ثوان.
- المنحنى المعرف بمعيّنات زرقاء وخضراء هي قياسات سجلها مرصد سويفت الفضائي للأشعة ذات الطاقة العالية، من ضمنها الأشعة السينية والأشعة فوق البنفسجية.
- المنحنى المميز بنقاط دائرية هي قياسات للتلسكوبات الأرضية المختلفة التي تقوم بالتصوير في نطاق الضوء المرئي، وهي ذات ألوان مختلفة تدل على المرصد الذي قام بقياسها. وأما الدائرة الحمراء فقد قام بتسجيلها تلسكوب هابل الفضائي بعد نحو 10 ملايين ثانية، ويعطي المحور الأفقي الزمن بتقسيم لوغاريتمي.

ويبين المنحنيان قمة للمعان عند الثانية 60، قبل أن يبدأ اللمعان في الانخفاض طبقا لدالة أسية معتمدة على الزمن.

## أهم صفاته

### توهج متعقب ساطع
يعتبر إصدار أشعة غاما من أشد الأحداث الكونية التي يشتد فيها إطلاق الطاقة. ووصل التوهج الذي تعقب إصدار اشعة غاما من الانفجار إلى قدر مطلق يقدر ب -36، أي اشد سطوعا من المستعر الأعظم SN 2005ap الذي شوهد حتى ذلك التاريخ بنحو 5و2 مليون مرة.
وطبقا لنظرية كولابسار يحدث انفجار أشعة غاما في نجوم بالغة الكتلة عندما تنهار على نفسها خلال الظاهرة المسماة «هايبرنوفا» Hypernova. كما تقول نظرية أخرى بأن إصدار أشعة غاما يحدث نتيجة لالتحام نجمين نيوترونيين. كذلك يناقش العلماء احتمالات انفجار أشعة غاما كنتيجة لالتحام نجم نيوتروني مع ثقب أسود أو حتى التحام ثقبين أسودين. وعلى أساس المشاهدات حتى الآن لتلك الظاهرة يميل العلماء إلى القول بأن التوهج المتعقب الذي يستمر فترة طويلة يحدث في حالة المستعرات العظمى والهايبرنوفا، وأما التوهج المتعقب قصير الزمن فيعزى إلى التحام نجوم نيوترونية أو التحام ثقوب سوداء، ولا يزال البحث جاريا للتحقق من تلك الظواهر.

### درجة اللمعان
ينطلق أكبر جزء من الطاقة لمثل هذا الانفجار عن طريق إصدار أشعة غاما. وعندما تخرج من المصدر نفاثات من المادة والبلازما بسرعة مقاربة لسرعة الضوء فإنها تصتدم بالغاز المحيط محدثة موجات ضغطية وتحثه على التوهج وبذلك ينشأ التوهج الوقتى الذي نراه في نطاق الضوء المرئي وفي نطاق الأشعة فوق البنفسجية. وبلغ التوهج الذي شوهد في حالة GRB080319B نحو
8و5 قدر ظاهري 
بحيث أمكن رؤية الحدث بالعين المجردة. واستمر التوهج نحو 30 ثانية (لذلك يسمى توهج وقتي).
قبل 19 مارس 2008 كانت مجرة مجرة المثلث هي أبعد الأجرام التي تري بالعين المجردة. ويبلغ بعد مجرة المثلث نحو 8و2 مليون سنة ضوئية. وكان الانفجار GRB 080319B أشد لمعانا 2500 مرة عنها كما يشاهد من الأرض.
وبالمقارنة يبلغ بعد الانفجار GRB 080319B عن الأرض نحو 5و7 مليار سنة ضوئية.

## اقرأ أيضًا
- مستعر أعظم 1572

## وصلات خارجية
- موقع «الكون» في الإنترنت